# 김라라
김라라(1994년 5월 21일~ )는 대한민국의 모델이다.

## 활동
- 2012년 놀라운 대회 스타킹
- 2014년 대배들